# Taberna Seca
A Taberna Seca é uma aldeia portuguesa com 121 habitantes segundo os Censos de 2011, da freguesia e do Município de Castelo Branco (até 1997 pertenceu à Freguesia de Benquerenças).
Localiza-se a poucos quilómetros de Castelo Branco e mais perto ainda do rio Ocreza, afluente do Tejo. Organiza as festas populares uma semana depois da Páscoa (em honra de S. Pascoal) e dia 15 de Agosto (em honra de Sta. Teresinha).
Possui uma igreja, um centro social, um clube recreativo, associação de caça e pesca, um campo de futebol de 11 e outro de 5. 
Conta a história que no início do século passado, quando este sítio foi fundado, os agricultores das redondezas, no final do dia de trabalho iam para a Taberna Seca beber e esgotavam todas as bebidas alcoólicas existentes na aldeia, daqui surge o nome da localidade. 